# Monika Kaserer
Monika Kaserer (* 11. Mai 1952 in Neukirchen am Großvenediger) ist eine ehemalige österreichische Skirennläuferin. Sie startete in allen Disziplinen und war eine der stärksten Riesenslalomläuferinnen der 1970er-Jahre. Kaserer gewann zehn Weltcuprennen, davon acht im Riesenslalom, und erreichte insgesamt 42 Podestplätze, entschied in der Saison 1972/73 den Riesenslalomweltcup für sich und war in den Saisonen 1972/73 sowie 1973/74 jeweils Zweite im Gesamtweltcup. Hinzu kommen weitere sieben Top-3-Platzierungen in den Disziplinenweltcups sowie im Gesamtweltcup. Bei Großereignissen kam die vierfache österreichische Meisterin nicht ganz an ihre Weltcupresultate heran. Sie gewann zwei Bronzemedaillen in der Kombination der Weltmeisterschaften 1974 in St. Moritz sowie im Slalom der Weltmeisterschaften 1978 in Garmisch-Partenkirchen, während sie bei Olympischen Spielen ohne Edelmetall blieb.

## Biografie
Kaserer nahm schon als kleines Kind an Skirennen teil und wurde nach einem Jugendtestrennen am Kitzsteinhorn 1967 in den Nachwuchskader des Österreichischen Skiverbandes (ÖSV) aufgenommen. Nach guten Ergebnissen im Winter 1968 (unter anderem Salzburger Landesmeisterin im Slalom, Zweite im Slalom des Jugendpokals der Alpenländer und zwei zweite Plätze bei den österreichischen Jugendmeisterschaften), kam die damals 16-Jährige Anfang Jänner 1969 bei den Rennen des Staufenpokals im bayrischen Oberstaufen zum ersten Mal im Weltcup zum Einsatz. Als Neunte des Riesenslaloms und Zehnte des Slaloms gewann sie auf Anhieb ihre ersten Weltcuppunkte, was ihr auch in sieben weiteren Rennen des Winters gelang. In der Saison 1969/70 blieb Kaserer allerdings ohne einen einzigen Punktegewinn, erst im Winter 1970/71 erreichte sie wieder mehrere Top-10-Resultate, unter anderem mit einem fünften Platz im Riesenslalom von Heavenly Valley als bestem Saisonergebnis.
Der Durchbruch an die absolute Weltspitze gelang der Pinzgauerin in der Saison 1971/72: Sie erzielte am 18. Dezember 1971 im Slalom von Sestriere ihren ersten Weltcup-Podestplatz und war bis Saisonende in einem weiteren Slalom sowie in vier Riesenslaloms ebenfalls unter den schnellsten drei. Damit belegte sie im Gesamtweltcup den vierten, im Riesenslalomweltcup den zweiten (hinter Annemarie Pröll) und im Slalomweltcup den siebten Rang. Noch ohne Medaille blieb sie beim Saisonhöhepunkt, den Olympischen Winterspielen 1972 in Sapporo: Sie wurde 7. im Slalom, 13. im Riesenslalom und 30. in der Abfahrt, womit sie in der nur als Weltmeisterschaftswettbewerb gewerteten Kombination den vierten Platz belegte.

### Erster Weltcupsieg im Slalom, aber Disziplinen-Gesamtsieg im Riesenslalom
Nach zwei weiteren Podestplätzen um den Jahreswechsel 1972/73, darunter mit dem zweiten Platz in der Abfahrt von Pfronten ihr einziger Weltcup-Podestplatz in dieser Disziplin, feierte Kaserer im Slalom der SDS-Rennen in Grindelwald am 17. Jänner 1973 ihren ersten Weltcupsieg. Schon im Vorjahr hatte sie mit Platz zwei im Slalom und Rang sieben in der Abfahrt die damals noch nicht zum Weltcup zählende Kombination von Grindelwald gewonnen. Der genannte Premierensieg kam auf etwas kuriose Weise zustande: Als Zweite nach dem ersten Durchgang (0,02 s hinter Conchita Puig) touchierte sie im 2. Durchgang mit einer Torstange, wobei ihre Brille verrutschte, danach fuhr sie laut ihren Aussagen "ohne Hemmungen weiter, weil es ihr nur mehr darum ging, wenigstens ein paar Punkte zu holen". Nur vier Tage später, am 21. Jänner, folgte der zweite Weltcupsieg im Riesenslalom von Les Contamines und am 11. Februar gewann sie auch den Riesenslalom von Abetone. Damit entschied Kaserer in der Saison 1972/73 den Riesenslalomweltcup vor ihrer Landsfrau Annemarie Pröll für sich, während sie im Gesamtweltcup Zweite hinter Pröll wurde, die zum dritten Mal in Folge die große Kristallkugel gewann. Den Slalomweltcup beendete sie an dritter Position.

### Kombinationsbronze in St. Moritz
Zwei weitere Weltcupsiege feierte Kaserer im Winter 1973/74 in den Riesenslaloms von Grindelwald und Vysoké Tatry. Insgesamt erreichte sie in dieser Saison aber nur drei Podestplätze (gegenüber neun im Vorjahr), weshalb sie in den Disziplinenwertungen leicht zurückfiel (Dritte im Riesenslalom- und Sechste im Slalomweltcup). Im Gesamtweltcup wurde sie aber erneut nur von Pröll geschlagen, die mit dem großen Vorsprung von 115 Punkten gewann (Kaserer hatte als Zweite 153 Weltcuppunkte). Bei den Weltmeisterschaften 1974 im schweizerischen St. Moritz verfehlte Kaserer zwar in den Einzelrennen als Vierte der Abfahrt, Fünfte des Riesenslaloms und Siebte des Slaloms knapp die Medaillenränge, in der aus diesen drei Disziplinen errechneten Kombinationswertung gewann sie aber hinter Fabienne Serrat und Hanni Wenzel die Bronzemedaille.
Insgesamt fünf Podestplätze, darunter ein Sieg im letzten Saisonrennen, dem Parallelslalom von Gröden am 22. März 1975, gelangen Kaserer im Winter 1974/75. Wie im Vorjahr wurde sie Dritte im Riesenslalom- und Sechste im Slalomweltcup, doch im Gesamtweltcup fiel sie auf den neunten Rang zurück. Wieder verbessern in der Gesamtwertung konnte sich Kaserer in den Saisonen 1975/76 und 1976/77, als sie jeweils Dritte im Endklassement wurde. In beiden Jahren erzielte sie jeweils zwei Riesenslalomsiege (Hasliberg und Mont Sainte-Anne 1976, Megève und Furano 1977) und je sechs weitere Podestplätze (neben Slalom und Riesenslalom auch in jeweils einer Kombination). Neben dem dritten Platz im Gesamtweltcup belegte sie in beiden Saisonen hinter der Schweizerin Lise-Marie Morerod den zweiten Platz im Riesenslalomweltcup. Im Slalomweltcup hingegen kam sie 1975/76 nur auf den zehnten Platz, ehe sie sich 1976/77 wieder auf Rang vier verbesserte.
Bei den Olympischen Winterspielen 1976 in Innsbruck kam Kaserer, wie schon vor vier Jahren in Sapporo, nicht an die Medaillenränge heran. Insbesondere im Riesenslalom zählte sie zum engsten Favoritenkreis, war sich doch bis zu diesem Zeitpunkt in vier der fünf Weltcup-Riesenslaloms des Winters auf dem Podest gestanden. Bei den Spielen belegte sie allerdings nur den sechsten Platz im Riesenslalom, hinzu kam ein neunter Rang in der Abfahrt (hier war sie erst statt der erkrankten Elfi Deufl aufgestellt worden). Im Slalom schied sie im 1. Lauf schon nach wenigen Toren aus.

### Nochmals eine Bronzemedaille
Zwei Jahre später gewann Kaserer im Slalom der Weltmeisterschaften 1978 in Garmisch-Partenkirchen mit Laufbestzeit im zweiten Durchgang die Bronzemedaille hinter Lea Sölkner und Pamela Behr. Tags darauf schied sie im zweiten Durchgang des Riesenslaloms aus, nachdem sie den ersten Lauf an siebter Stelle beendet hatte. Im Gegensatz zur WM, kam Kaserer im Weltcup während der Saison 1977/78 erstmals seit sieben Jahren in keinem Slalom unter die besten drei. Auch im Riesenslalom verschlechterten sich ihre Ergebnisse leicht, dennoch erreichte sie mit drei Podestplätzen den vierten Rang im Riesenslalomweltcup. Zuvor war sie sechs Jahre lang in den besten drei der Riesenslalomwertung zu finden gewesen. Im Gesamtweltcup wurde sie Achte, womit sie zum siebten Mal in Folge, aber gleichzeitig zum letzten Mal, einen Top-10-Platz in der Gesamtwertung erzielte.
In der Saison 1978/79 konnte Kaserer nicht mehr an die Ergebnisse der Vorjahre anknüpfen. Erst Mitte Jänner fuhr sie als Zehnte der Kombination von Hasliberg erstmals in die Top 10, ein siebter Rang im Slalom von Pfronten blieb ihr bestes Saisonergebnis. Nachdem sie in den ersten Monaten des Winters 1979/80 überhaupt ohne Top-10-Ergebnis geblieben war, wurde Kaserer nicht für die Olympischen Winterspiele 1980 in Lake Placid nominiert, worauf sie ihren Rücktritt vom Skirennsport bekannt gab. Zum Schlusspunkt ihrer Karriere wurden die Österreichischen Meisterschaften Ende Jänner 1980 in Aspang-Mariensee, bei denen sie den zweiten Platz im Riesenslalom belegte. In den Jahren 1973 und 1976 hatte Kaserer bei den Österreichischen Meisterschaften insgesamt vier Titel gewonnen, wobei sie 1973 im Slalom und 1976 in Slalom, Riesenslalom und Kombination siegte. Im Weltcup hatte sie von Dezember 1971 bis Jänner 1978 insgesamt 42 Podestplätze in allen Disziplinen erreicht, darunter acht Siege im Riesenslalom und jeweils einen im Slalom und in einem Parallelrennen.
Nach ihrer Karriere absolvierte Kaserer die Skilehrerausbildung. Sie arbeitete 17 Jahre lang in der Skischule Gerlos, später mehrere Jahre als Privatskilehrerin, und war Angestellte der WasserWunderWelt in Krimml. 1982 brachte sie einen Sohn zur Welt. 1999 wurde ihr das Goldene Verdienstzeichen der Republik Österreich verliehen.

## Erfolge

### Olympische Winterspiele
- Sapporo 1972: 7. Slalom, 13. Riesenslalom, 30. Abfahrt
- Innsbruck 1976: 6. Riesenslalom, 9. Abfahrt

### Weltmeisterschaften
- Sapporo 1972: 4. Kombination, 7. Slalom, 13. Riesenslalom, 30. Abfahrt
- St. Moritz 1974: 3. Kombination, 4. Abfahrt, 5. Riesenslalom, 7. Slalom
- Innsbruck 1976: 6. Riesenslalom, 9. Abfahrt
- Garmisch-Partenkirchen 1978: 3. Slalom

### Weltcupwertungen
Monika Kaserer gewann einmal die Disziplinenwertung im Riesenslalom.
| Saison  | Gesamt | Gesamt | Abfahrt | Abfahrt | Riesenslalom | Riesenslalom | Slalom | Slalom | Kombination | Kombination |
| Saison  | Platz  | Punkte | Platz   | Punkte  | Platz        | Punkte       | Platz  | Punkte | Platz       | Punkte      |
| ------- | ------ | ------ | ------- | ------- | ------------ | ------------ | ------ | ------ | ----------- | ----------- |
| 1968/69 | 23.    | 15     | –       | –       | 21.          | 4            | 15.    | 11     | –           | –           |
| 1970/71 | 19.    | 30     | –       | –       | 15.          | 16           | 17.    | 14     | –           | –           |
| 1971/72 | 4.     | 120    | 17.     | 7       | 2.           | 76           | 7.     | 37     | –           | –           |
| 1972/73 | 2.     | 223    | 8.      | 28      | 1.           | 110          | 3.     | 67     | –           | –           |
| 1973/74 | 2.     | 153    | 10.     | 12      | 3.           | 60           | 6.     | 32     | –           | –           |
| 1974/75 | 9.     | 136    | 18.     | 4       | 3.           | 74           | 6.     | 53     | –           | –           |
| 1975/76 | 3.     | 171    | 15.     | 17      | 2.           | 95           | 10.    | 25     | 5.          | 24          |
| 1976/77 | 3.     | 196    | 13.     | 13      | 2.           | 93           | 4.     | 65     | –           | –           |
| 1977/78 | 8.     | 76     | 13.     | 7       | 4.           | 62           | 11.    | 15     | –           | –           |
| 1978/79 | 20.    | 61     | –       | –       | 22.          | 21           | 14.    | 39     | –           | –           |
| 1979/80 | 51.    | 8      | –       | –       | 23.          | 8            | –      | –      | –           | –           |

### Weltcupsiege
- 10 Weltcupsiege (8 Riesenslaloms, 1 Slalom, 1 Parallelrennen)
- 42 Podestplätze (28 Riesenslaloms, 10 Slaloms, 2 Kombinationen, 1 Abfahrt, 1 Parallelrennen)

| Datum            | Ort              | Land             | Disziplin      |
| ---------------- | ---------------- | ---------------- | -------------- |
| 17. Jänner 1973  | Grindelwald      | Schweiz          | Slalom         |
| 21. Jänner 1973  | Les Contamines   | Frankreich       | Riesenslalom   |
| 11. Februar 1973 | Abetone          | Italien          | Riesenslalom   |
| 14. Jänner 1974  | Grindelwald      | Schweiz          | Riesenslalom   |
| 7. März 1974     | Vysoké Tatry     | Tschechoslowakei | Riesenslalom   |
| 22. März 1975    | Gröden           | Italien          | Parallelslalom |
| 9. Jänner 1976   | Hasliberg        | Schweiz          | Riesenslalom   |
| 19. März 1976    | Mont Sainte-Anne | Kanada           | Riesenslalom   |
| 29. Jänner 1977  | Megève           | Frankreich       | Riesenslalom   |
| 27. Februar 1977 | Furano           | Japan            | Riesenslalom   |

### Österreichische Meisterschaften
Vierfache österreichische Meisterin:
- 2 × Slalom (1973 und 1976)
- 1 × Riesenslalom (1976)
- 1 × Kombination (1976)

### Weitere Erfolge
- Sieg in der Kombination in Grindelwald am 18./19. Januar 1972[6]

## Auszeichnungen (Auszug)
- 1999: Goldenes Verdienstzeichen der Republik Österreich